# Georges T'Kint
Georges François Jules Marie Ghislain T'Kint (Brussel, 18 januari 1874 - Wolvertem, 13 november 1936) was een Belgisch volksvertegenwoordiger en burgemeester.

## Levensloop
Georges T'Kint was een zoon van Louis T'Kint (1835-1892), burgemeester van Wolvertem en van Elisabeth Orban de Xivry (1845-1920). Hij was lid van de Brusselse familie T'Kint, die tot de zeven Brusselse geslachten behoorde. Hij was met Maria Jeanne Eugénie Ghislaine de Villegas de Clercamp (28 maart 1880 - 28 december 1944) getrouwd.
Hij werd gemeentelijk mandataris in Wolvertem: gemeenteraadslid in 1899, schepen in 1908 en burgemeester van 1911 tot 1919. Van 1908 tot 1912 was hij provincieraadslid voor Brabant.
In 1912 werd hij katholiek volksvertegenwoordiger voor het arrondissement Brussel en vervulde dit mandaat tot in 1919.
Hij werd begraven in het kerkhof van Imde, naast de Sint-Kwintenskerk.